# Boško Krunić

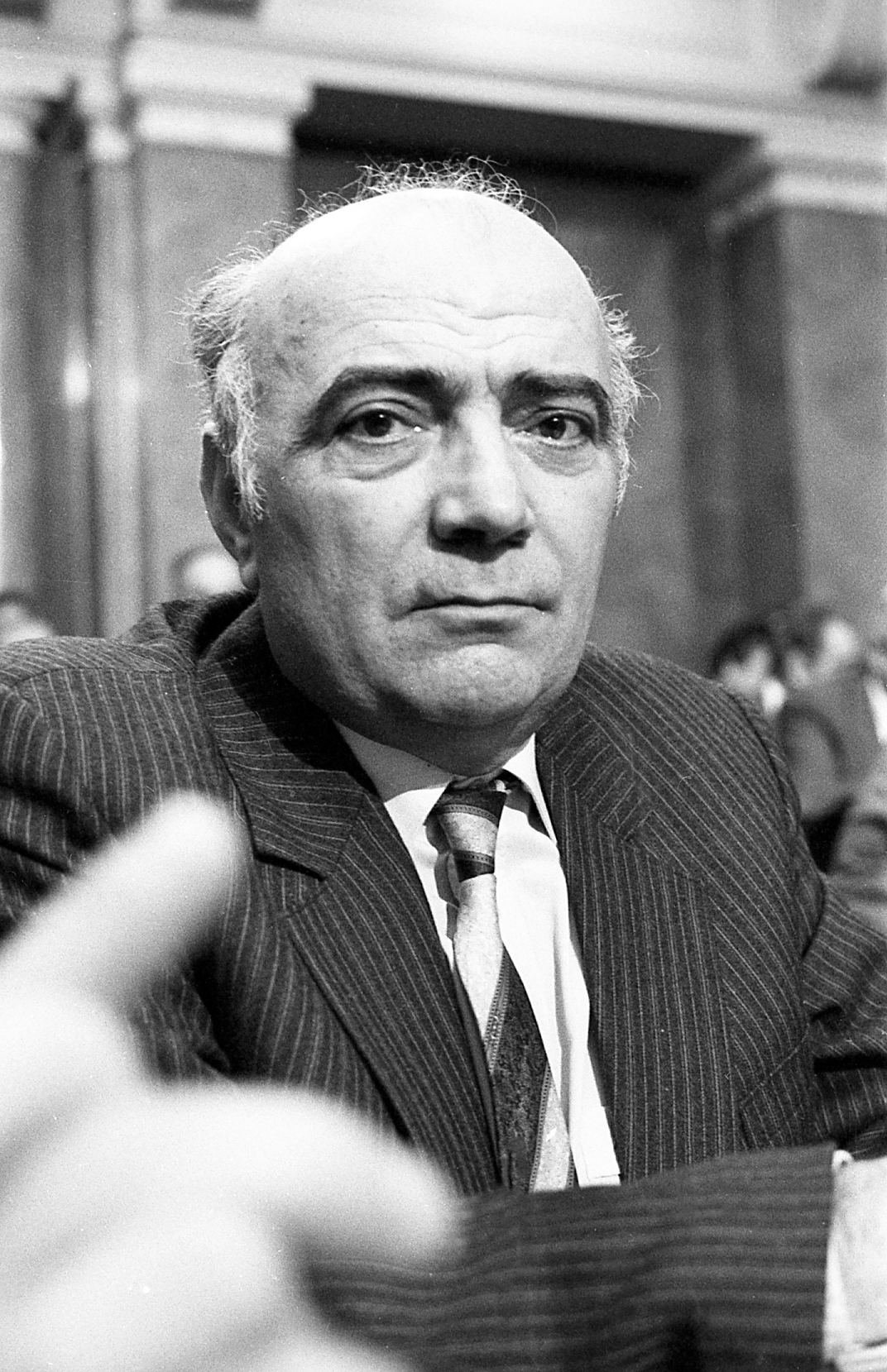
Boško Krunić

Boško Krunić (serbisch: Бошко Крунић; * 21. Oktober 1929 in Prhovo, Pećinci, Okrug Srem, Königreich Jugoslawien; † 22. Januar 2017 in Novi Sad, Vojvodina, Serbien) war ein Politiker des Bundes der Kommunisten Jugoslawiens (BdKJ) in der Sozialistischen Föderativen Republik Jugoslawien (SFRJ).

## Leben
Boško Krunić wurde als Nachfolger von Dušan Alimpić am 28. April 1981 erstmals Vorsitzender des Bundes der Kommunisten der Vojvodina und bekleidete dieses Amt turnusgemäß ein Jahr lang bis zum 28. April 1982, woraufhin Marko Đuričin seine Nachfolge antrat. In dieser Funktion war zwischen dem 28. April 1981 und dem 28. April 1982 kraft Amtes auch Mitglied des Präsidiums des Bundes der Kommunisten Jugoslawiens (BdKJ). Am 28. April 1984 übernahm er von Slavko Veselinov zum zweiten Mal den Posten als Vorsitzender des Bundes der Kommunisten der Vojvodina und hatte diesen abermals ein Jahr bis zu seiner Ablösung durch Đorđe Stojšić am 24. April 1985 inne. Als solcher war er zwischen dem 28. April 1984 und dem 24. April 1985 erneut Mitglied des Präsidiums des BdKJ.
Auf dem XIII. Parteikongress (25. bis 28. Juni 1986) wurde Krunić Mitglied des Präsidiums des BdKJ und gehörte diesem nunmehr bis zum 1. Oktober 1988 an. Er löste am 30. Juni 1987 Milanko Renovica als Präsident des Präsidiums des BdKJ ab und hatte diese Funktion bis zum 30. Juni 1988 inne, woraufhin Stipe Šuvar seine Nachfolge antrat.
Nach monatelangen vom ZK des Bundes der Kommunisten Serbiens und von Slobodan Milošević unterstützten Protesten der Serben aus dem Kosovo im Sommer 1988 gegen die Parteiführung der Provinz, wurde diese am 6. Oktober 1988 zum Rücktritt gezwungen und von ZK-treuen Kadern ersetzt. Krunić selbst war am 1. Oktober 1988 während der sogenannten „Joghurt-Revolution“ aus Protest gegen den „serbischen Faschismus“ als Vertreter der Vojvodina als Mitglied des Präsidiums des BdKJ zurückgetreten. Er wurde daraufhin aus dem Bund der Kommunisten Jugoslawiens ausgeschlossen, unter dem Vorwurf, er sei der Träger des „autonomen Separatismus“.